# Steffen Pedersen
Steffen Pedersen är en dansk företagsledare som är vd för det drivmedelsföretaget OK-Q8 AB sedan 2012 när de och sin danska motsvarighet Q8 Danmark A/S fusionerades med varandra. Han har arbetat dessförinnan inom ISS A/S, Kuwait Petroleum International och dess nordiska dotterbolag och just OKQ8.
Pedersen avlade en master of science i nationalekonomi vid Handelshøjskolen i København (idag Copenhagen Business School) och allmän ledarskap vid INSEAD.
I augusti 2015 blev Pedersen utnämnd till riddare av Dannebrogorden.